# Die Bilderschau der Düsseldorfer Künstler im Galeriesaal
Die Bilderschau der Düsseldorfer Künstler im Galeriesaal ist der Titel eines Gruppenbildes des Malers Friedrich Boser. Es zeigt Protagonisten der Düsseldorfer Malerschule bei der Vorbereitung der alljährlichen Ausstellung des Kunstvereins für die Rheinlande und Westfalen im Galeriesaal des Düsseldorfer Schlosses. Das im Jahre 1844 geschaffene Bild gehört heute zum Bestand des Stadtmuseums Landeshauptstadt Düsseldorf. Es gilt als eines der bekanntesten Gruppenbilder der Düsseldorfer Schule und als ihr malerisches Soziogramm.

## Beschreibung und Bedeutung
Das Gruppenbildnis, das an die Tradition des Galeriebilds der niederländischen Malerei des 17. Jahrhunderts anknüpft, etwa an Galeriebilder von David Teniers des Jüngeren, porträtiert bedeutende Vertreter der Düsseldorfer Malerschule zur jährlichen Akademieausstellung des Kunstvereins für die Rheinlande und Westfalen. Die Ausstellungen des 1829 gegründeten Kunstvereins sollten der Öffentlichkeit das Schaffen der Kunstakademie Düsseldorf und ihrer Künstler vermitteln, ihnen Auftrag und Auskommen sichern sowie auf das Entstehen von Kunstauffassungen einwirken. Aufgrund dieser Einrichtung konnte sich die Produktion der Düsseldorfer Künstler binnen drei Jahren fast verdoppeln.
Wie die Arbeiten zur Hängung eines Landschaftsgemäldes in der Bildecke oben links zeigt, wird die Ausstellung des Jahres 1844 noch vorbereitet. Die 31 abgebildeten Herren haben sich im Galeriesaal des Düsseldorfer Schlosses eingefunden, um die eingelieferten Bilder zu begutachten. Die Mittelgruppe dieser Personen steht konzentriert vor einem Gemälde mit oben halbrundem Zierrahmen, welches an eine Holzkiste angelehnt ist. Die Holzkiste, in der ausweislich ihrer Beschriftung das am rechten Bildrand stehende, mit einem Teppich bedeckte Klavier transportiert wurde, bringt ebenfalls zum Ausdruck, dass die Ausstellung noch nicht zur allgemeinen Besichtigung eröffnet ist.
In seinem grauen Gehrock, mit der rechten Hand nachdenklich an das Kinn fassend, nimmt der Direktor der Akademie, Wilhelm von Schadow, der in dieser Zeit auf dem Zenit seiner Laufbahn stand, eine Ehrendoktorwürde der Universität Bonn erhielt und in den preußischen Adelsstand aufgenommen wurde, eine prominente Position ein. Rechts neben Schadow steht der Vorsitzende des Kunstvereins, Karl Schnaase, und vor ihm, Stock und Zylinder in der linken Hand haltend, Friedrich von Uechtritz, der 1839/1840 durch das zweibändige Werk Blicke in das Düsseldorfer Kunst- und Künstlerleben der Düsseldorfer Malerschule zu weiterer Publizität verholfen hatte. Im Weiteren besteht die Mittelgruppe aus den Schadow nahestehenden Nazarenern Ernst Deger und Franz Ittenbach sowie den Brüdern Karl und Andreas Müller, die in den 1840er Jahren damit beschäftigt waren, die neugotische Apollinariskirche in Remagen durch Fresken auszumalen. Links hinter Schadow steht der Genremaler Johann Peter Hasenclever, dessen 1836 geschaffenes „unorthodoxes“ Gruppenbild Atelierszene ihn als Vertreter einer am Realismus und an Gedanken des Vormärz orientierten, dem Akademismus Schadows entgegengesetzten Kunstauffassung offenbart hatte. Bezeichnenderweise ist Hasenclevers Blick nach links in die am Rande des Galeriesaals versammelte Gruppe der „Fächler“ gerichtet, eventuell sind dies – sitzend – die Landschaftsmaler Hans Fredrik Gude und Johann Wilhelm Schirmer, jener mit zeigender Geste auf Hasenclever blickend, daneben – an der Wand stehend – der Historienmaler Emanuel Leutze und der Genremaler Carl Wilhelm Hübner. Vor Hasenclever steht der „Malerzwerg“ Johann Wilhelm Preyer, ein bekannter Stilllebenmaler des 19. Jahrhunderts. In der Mitte der Personengruppe, die auf der rechten Bildseite vor und hinter dem Klavier versammelt ist, blickt der Schöpfer dieses Gruppenbildes, Friedrich Boser, zum Betrachter. Diese Gruppe wird dominiert von der raumgreifenden Vollfigur des Historien- und Landschaftsmalers Carl Friedrich Lessing, der stärksten Künstlerpersönlichkeit unter den Schülern Schadows in Düsseldorf, welche sich angeregt mit dem Historien- und Porträtmaler Paul Joseph Kiederich unterhält. Kiederich – lässig stehend – stützt sich mit dem rechten Arm auf das Klavier ab. Im Jahr 1841, als unter Düsseldorfer Künstlern wegen der Ausstellungspolitik des Kunstvereins ein Streit ausgebrochen war, hatte er eine vermittelnde Position eingenommen. Die in seiner Rocktasche steckende Ausgabe der Kölnischen Zeitung, die seit 1838 als erste Tageszeitung deutscher Zunge ein Feuilleton besaß, weist Kiederich als einen politisch eher links stehenden Zeitgenossen aus. Weitere Persönlichkeiten, die in dem Gemälde dargestellt werden, sind Xaver Steifensand, Karl Josef Ignatz Mosler, Adolph Schroedter und Caspar Scheuren. 

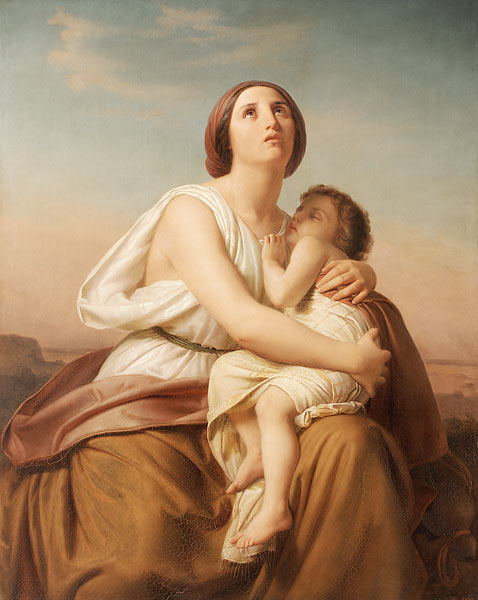
Hagar und Ismael, 1844, Gemälde von Christian Köhler

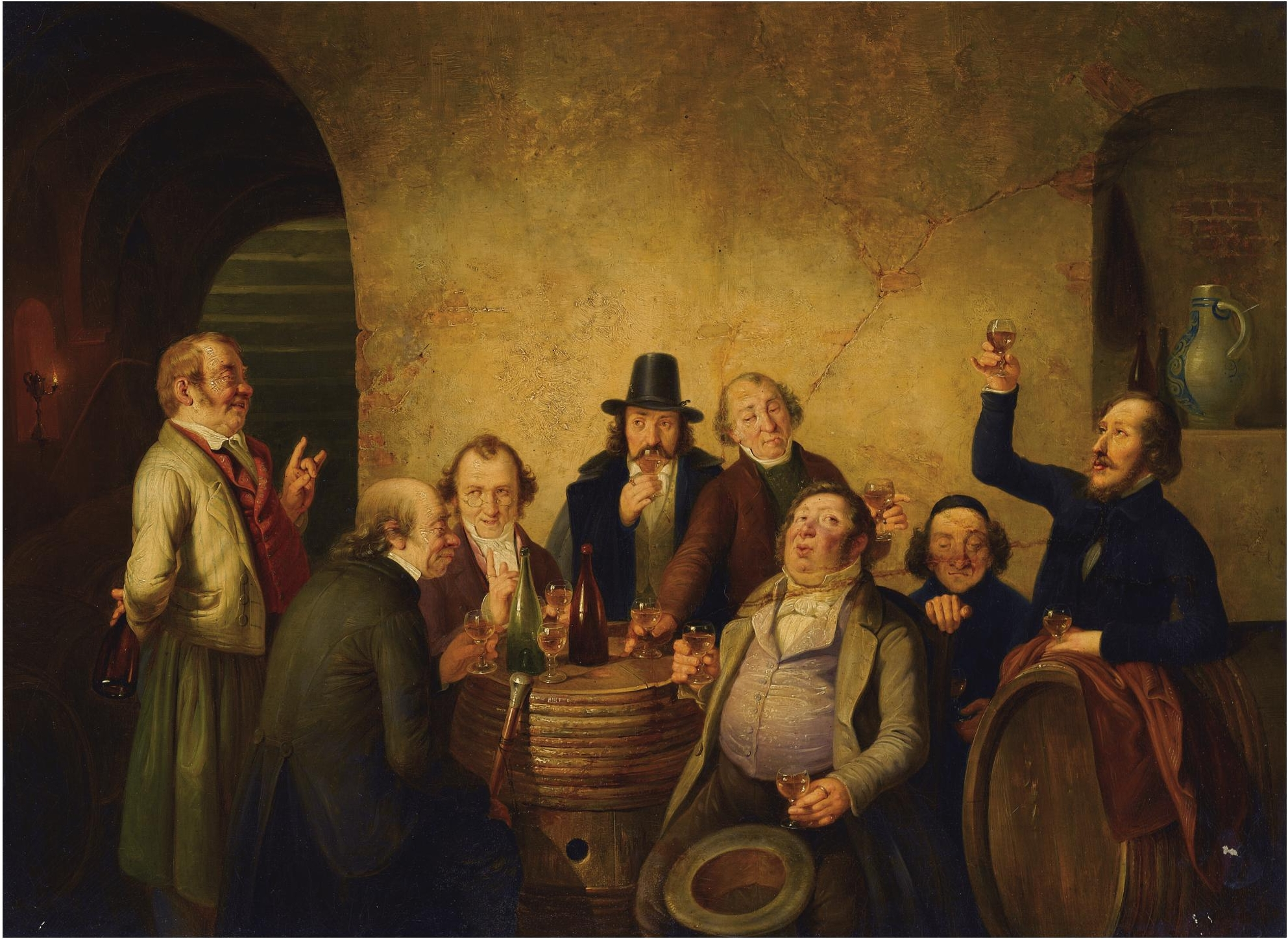
Die Weinprobe, 1843, Gemälde von Johann Peter Hasenclever (Fassung, die der in der Bilderschau dargestellten vorausging)

Ebenso wie die gruppierten Maler so repräsentieren die ausgestellten Bilder die Hauptrichtungen der Malerei der Düsseldorfer Schule. Auch hier ist die Bildposition als eine künstlerische Aussage über Stellenwert und Rolle im System der Düsseldorfer Malerei zu verstehen. Die abgebildete Ausstellungswand wird beherrscht von dem Gemälde Hagar und Ismael, das der Historienmaler Christian Köhler 1844 im traditionellen Stil der Düsseldorfer Schule fertiggestellt hatte. Dieses Werk wurde bei der Akademieausstellung vom Kunstverein angeschafft und der Sammlung der Kunstakademie einverleibt. Zwischen diesem Gemälde und dem gerade zur Hängung gelangenden Landschaftsbild befindet sich als Vertreterin der in Düsseldorf fortentwickelten Genremalerei eine Weinprobe von Hasenclever. Darüber hängt ein Porträt des Malers Joseph Fay von Boser, darunter ein Porträt von unbekannter Hand, das den Landschaftsmaler Gude zeigt. Dessen 1844 entstandenes Landschaftsbild Norwegischer Fjord bei Sonnenschein wird in der linken Bildhälfte von einem Maler in Augenschein genommen.
In der Fensterlaibung stehen auf Gipskonsolen die Gipsmodelle zweier Statuetten von Gustav Blaeser. Die obere zeigt den im Typus des antiken Sitzbildes dargestellten Schadow, wie er als Gründer und fachliche Autorität der Düsseldorfer Schule das Bild eines Eleven begutachtet; die untere Statuette zeigt ein Standbild des Malers Lessing, in einem Skizzenbuch zeichnend. Ostentativ waren beide Künstlerporträts als Markenzeichen der Düsseldorfer Schule seit 1839 im Galeriesaal ausgestellt.
Im Hintergrund des Galeriesaals ist – als Relikt der glorreichen Kunstgeschichte der Stadt – die „Akademiesammlung“ auszumachen, die sich aus in Düsseldorf verbliebenen Werken Alter Meister der Sammlung des Kurfürsten Johann Wilhelm von der Pfalz und der Sammlung des Galeriedirektors Lambert Krahe zusammensetzt sowie einzelne Neuankäufe enthält, welche unter Peter Cornelius und Schadow getätigt worden waren. Zu identifizieren sind das Triptychon Pala Priuli von Giovanni Bellini und die Judith mit dem Haupt des Holofernes von Guido Reni.
Insgesamt vermittelt das Galerie- und Gruppenbild eine Milieuschilderung der Düsseldorfer Schule. Darin gelang es Boser durch Darstellung der Akteure und der Ausstellungsexponate, den sich im Vormärz vollziehenden Generations- und Paradigmenwechsel dieser Schule festzuhalten.

## Provenienz

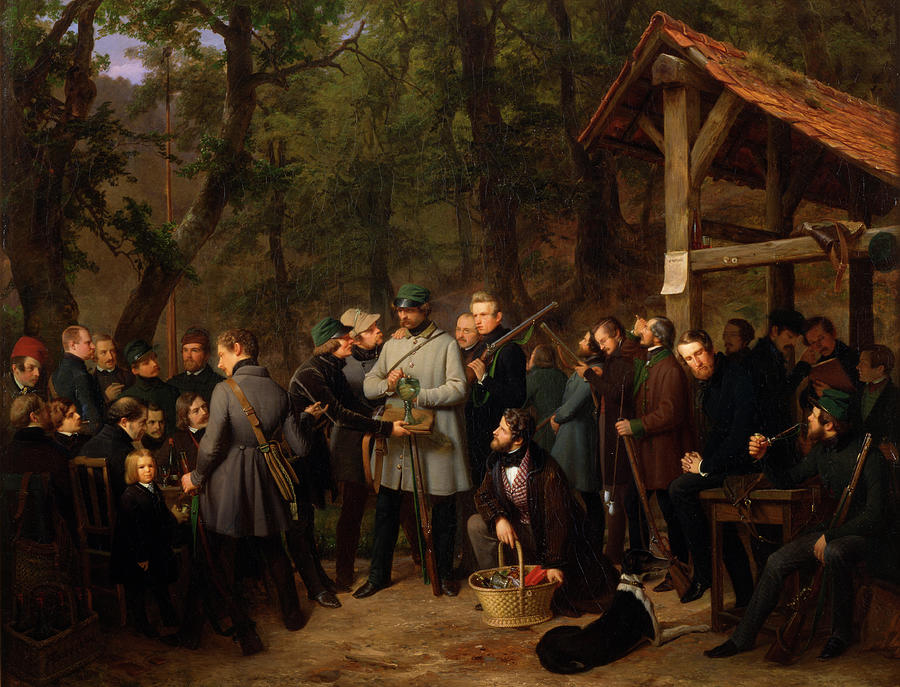
Das Vogelschießen der Düsseldorfer Künstler im Grafenberger Wald, 1844

Das Bild wurde – wie auch die im Gemälde abgebildete Fassung der Weinprobe von Hasenclever – wenige Jahre nach seiner Herstellung nach New York City verschifft und 1850 dort in der Düsseldorf Gallery gezeigt. Zusammen mit seinem Pendant, dem Gemälde Das Vogelschießen der Düsseldorfer Künstler im Grafenberger Wald, welches Boser und Lessing 1844 als Gemeinschaftsbild geschaffen hatten, diente es dem Weinhändler und Galeristen Johann Gottfried Böker, dem Vertreter des Kunstvereins für die Rheinlande und Westfalen in New York, zur Darstellung und Vermarktung der Düsseldorfer Malerschule in den Vereinigten Staaten. 1882 gelangte das Bild in die Sammlung der New-York Historical Society. 1937 wurde es von der Stadt Düsseldorf erworben, welche es ihrem Stadtmuseum überwies.